# Castelfranc
Castelfranc – miejscowość i gmina we Francji, w regionie Oksytania, w departamencie Lot. W 2013 roku populacja gminy wynosiła 397 mieszkańców. Przez teren gminy przepływa rzeka Lot. 